# Путгартен
Путгартен (нім. Putgarten) — громада в Німеччині, розташована в землі Мекленбург-Передня Померанія. Входить до складу району Передня Померанія-Рюген. Складова частина об'єднання громад Норд-Рюген.
Площа — 12,65 км2. Населення становить 185 ос. (станом на 31 грудня 2020).

## Галерея

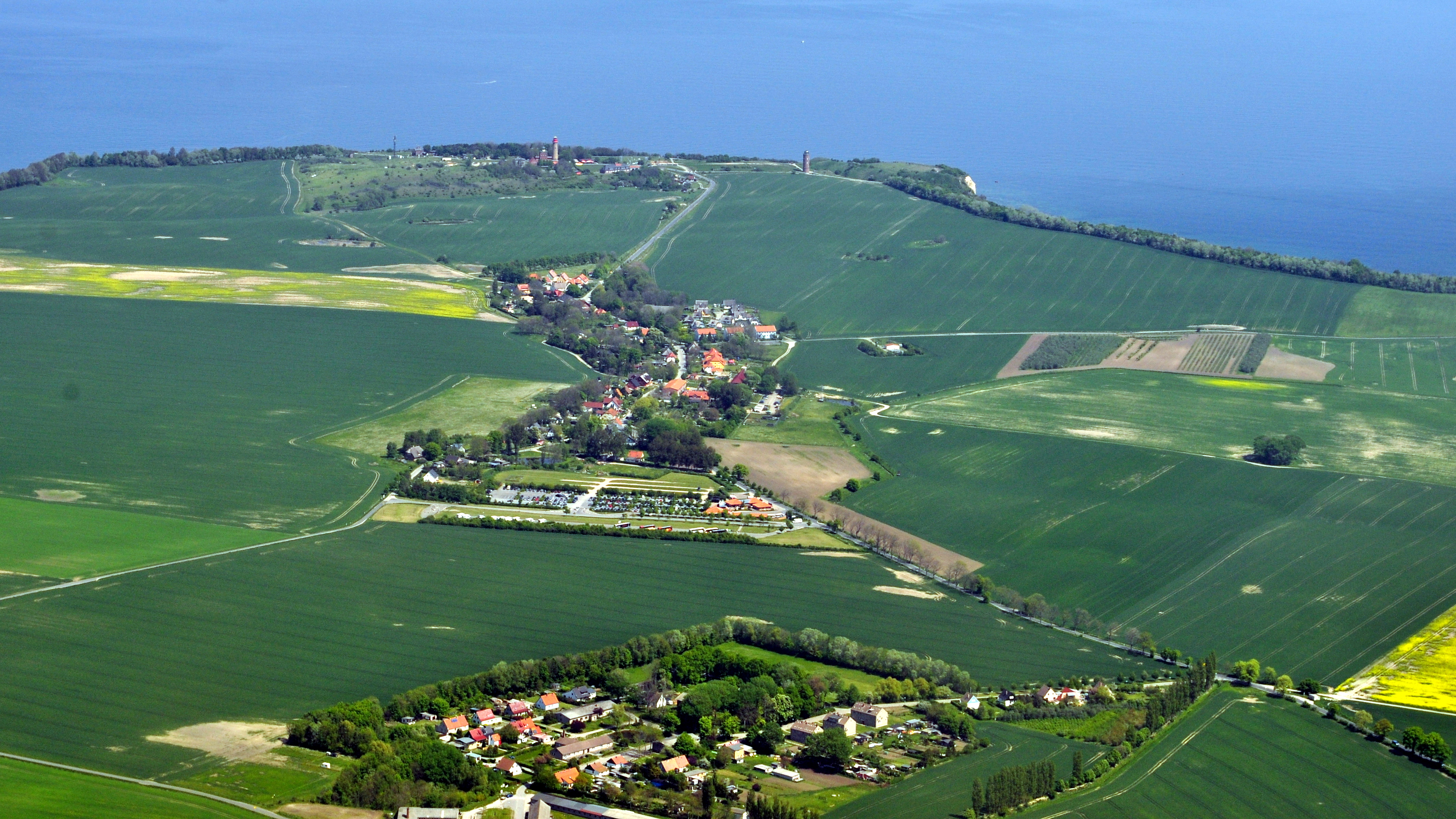
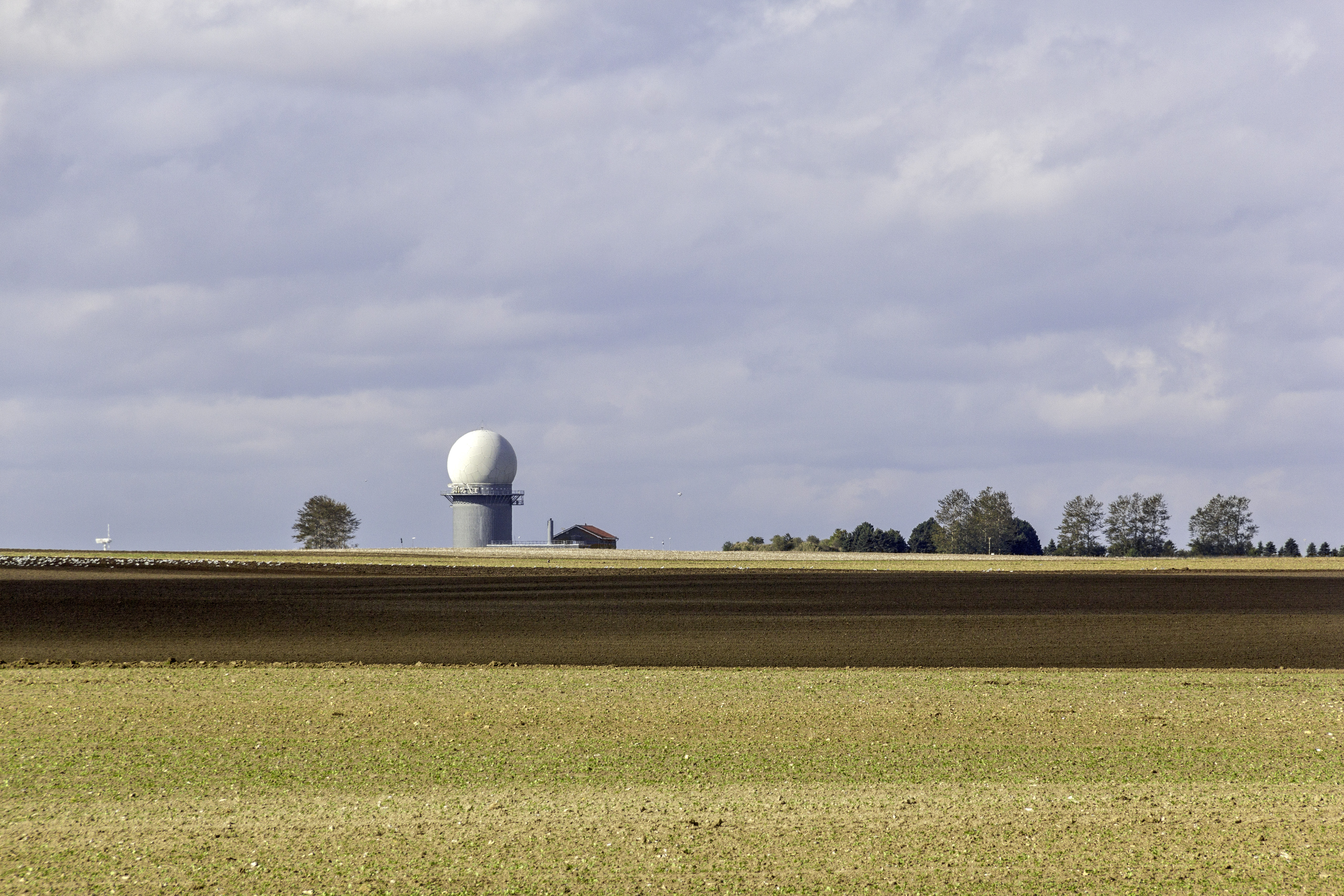